# Pyrausta corinthalis
Pyrausta corinthalis is een vlinder van de familie van de grasmotten (Crambidae). De wetenschappelijke naam van deze soort is voor het eerst voorgesteld door William Barnes en James Halliday McDunnough in een publicatie uit 1914.
De soort komt in het westen van de Verenigde Staten voor.